# UdSSR-Mannschaftsmeisterschaft im Schach
Die UdSSR-Mannschaftsmeisterschaft ist ein Schachturnier, das zum ersten Mal im Jahr 1948 in Leningrad ausgetragen wurde. Die letzte Mannschaftsmeisterschaft fand 1991 statt. 
Für die RSFSR haben neben der Mannschaft der Regionen und der Autonomiegebiete zusätzlich noch Mannschaften aus Moskau und Leningrad gespielt.
Die 2. bis 4. und 6. bis 10. Mannschaftsmeisterschaften wurden als eine der Sportarten in den Spartakiaden ausgetragen.

## Sieger
| Nr. | Jahr | Stadt           | Platz 1   |
| --- | ---- | --------------- | --------- |
| 1   | 1948 | Leningrad       | Moskau    |
| 2   | 1951 | Tiflis          | Russland  |
| 3   | 1953 | Leningrad       | Leningrad |
| 4   | 1955 | Woroschilowgrad | Russland  |
| 5   | 1958 | Vilnius         | Moskau    |
| 6   | 1959 | Moskau          | Moskau    |
| 7   | 1960 | Moskau          | Leningrad |
| 8   | 1962 | Leningrad       | Leningrad |
| 9   | 1963 | Moskau          | Russland  |
| 10  | 1967 | Moskau          | Moskau    |
| 11  | 1969 | Grosny          | Moskau    |
| 12  | 1972 | Moskau          | Moskau    |
| 13  | 1975 | Riga            | Russland  |
| 14  | 1979 | Moskau          | Ukraine   |
| 15  | 1981 | Moskau          | Ukraine   |
| 16  | 1983 | Moskau          | Moskau    |
| 17  | 1985 | Wolgograd       | Russland  |
| 18  | 1986 | Minsk           | Ukraine   |
| 19  | 1991 | Asow            | Ukraine   |